# Sunne (đô thị)
Đô thị Sunne (tiếng Thụy Điển: Sunne kommun) là một đô thị ở hạt Värmland của Thụy Điển. Thủ phủ là thị xã Sunne. Dân số thời điểm 31 tháng 12 năm 2000 là 13619 người.